# 鳳鳴四十八滝
鳳鳴四十八滝（ほうめいしじゅうはちたき）は宮城県仙台市青葉区にある滝である。広瀬川の上流、国道48号沿いにある。

## 概要
落差が25メートル、幅が10メートルあり、青葉区作並と新川の間、両側から山が迫る渓流部で、大小の滝が連なって滝音を周りに響かせる。数は四十八に達しない。四十八滝は江戸時代からある呼び名で、支流まで含めた上流の滝を全部あわせると四十八あるのだとも説かれるが、当時からどこの滝が何番めというようには定まってはいない。
かつて棒目木の滝（ぼうめきのたき）とも呼ばれた。また、「ぼうめきの滝」は数ある滝の中でもっとも大きいものを指したともいう。鳳鳴の名は近代以降に生まれたものらしいが、語源は不明である。大小いくつもの滝があり、それらの滝が奏でる音を鳳凰の鳴き声にみたてたとする説がある。また別に、かつて天女が舞い降りて舞いをしたという伝説がある。